# Volger Andersson
Volger Andersson   (Sundsvall, 19 de gener de 1896 - Sundsvall, 6 d'octubre de 1969) va ser un esquiador de fons suec que va competir durant la dècada de 1920.
El 1928 va prendre part en els Jocs Olímpics de Sankt Moritz, on va guanyar la medalla de bronze en la prova dels 50 km del programa d'esquí de fons. En els 18 km hagué d'abandonar.